# Chionaema aurantipuncta
Chionaema aurantipuncta är en fjärilsart som beskrevs av Rothschild 1912. Chionaema aurantipuncta ingår i släktet Chionaema och familjen björnspinnare. Inga underarter finns listade i Catalogue of Life.